# Fuga del gat

La sonata en sol menor (K. 30, L. 499), de Domenico Scarlatti, coneguda com a "Fuga del gat", és una sonata per a clavicèmbal amb un moviment amb indicació de tempo moderato i estil fugat.

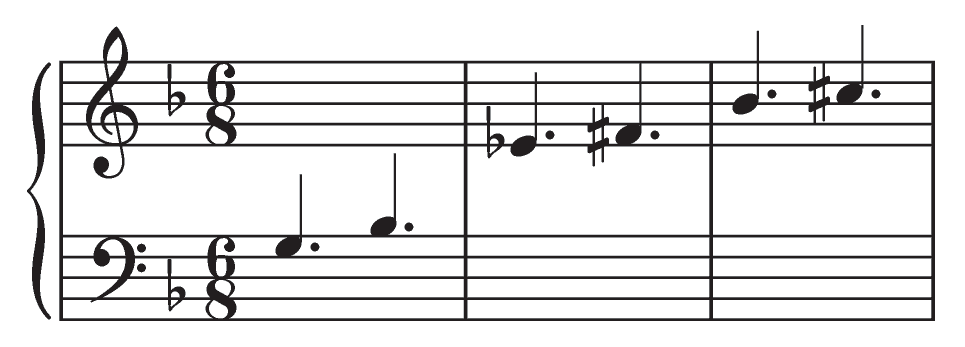
Motiu musical de la

## Història del nom

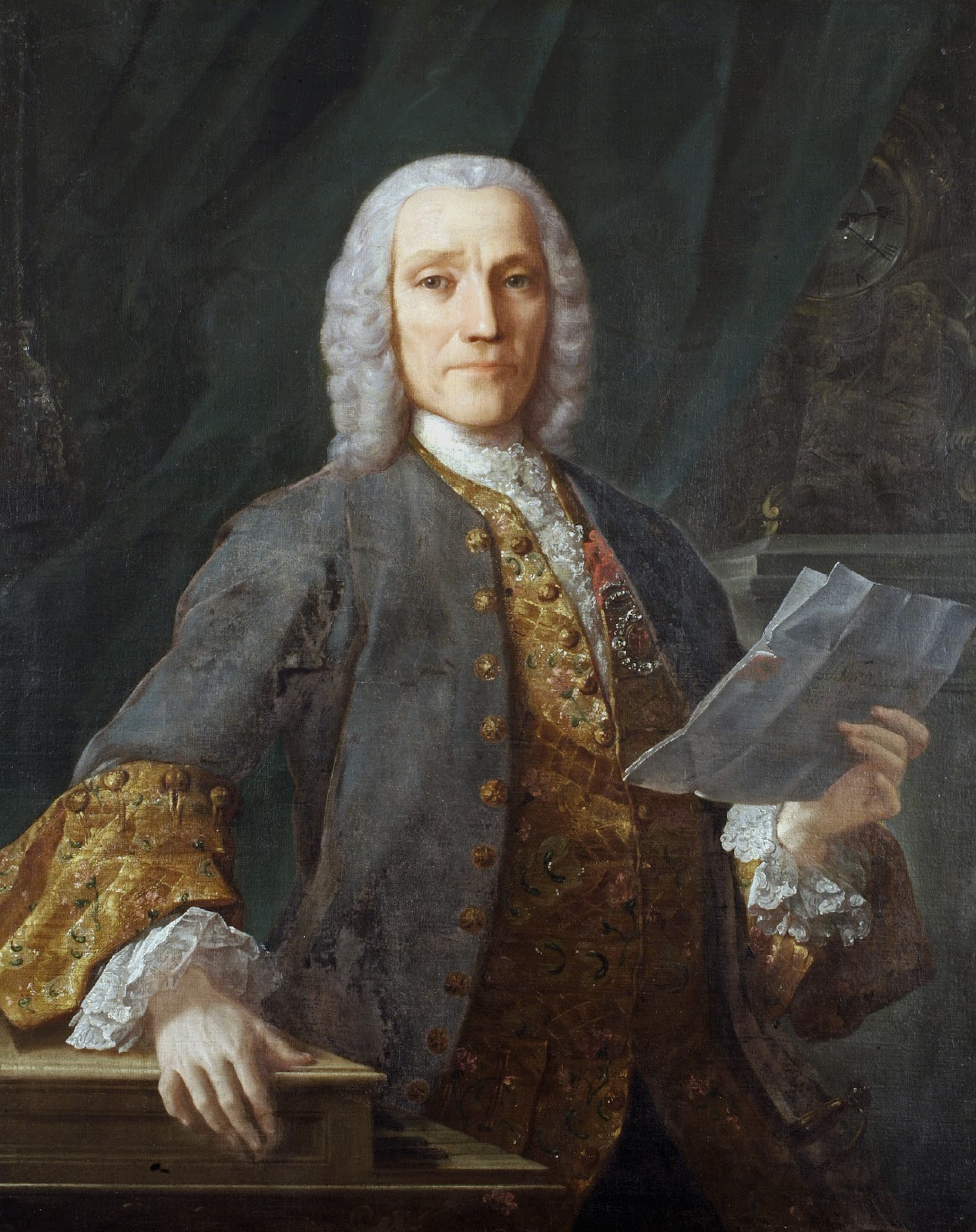
Retrat de Domenico Scarlatti

El sobrenom ''fuga del gat'' amb la que és coneguda la sonata K. 30 de Domenico Scarlatti, no li va ser donat fins a començaments del {{segle|XIX}}, i mai va ser utilitzat pel mateix compositor. El seu origen està en una llegenda sobre com Scarlatti va crear l'inusual motiu musical, amb el qual la fuga està construïda, i que ocupa els tres primers compassos de la peça.
D'acord amb aquesta fantasiosa anècdota, Scarlatti tenia un gat anomenat Pulcinella que, en un passeig sobre el teclat, va fer sonar el motiu musical. Aquest va ser immediatament escrit pel compositor, que va desenvolupar tota la peça a partir de les notes.
El sobrenom va ser utilitzat en programes de concerts durant el segle xix, i va ser utilitzat per editors com Muzio Clementi, Carl Czerny i Alessandro Longo, i pianistes com Franz Liszt.

## Influència
La sonata K. 30 va ser publicada a Londres l'any 1739. Händel, famós per reutilizar la seva propia música i la dels altres, va escriure els seus Concerti grossi Op. 6, entre finals de setembre i finals d'octubre de 1739, i els estranys intervals descendents del segon moviment del Concerto groso n.º 3 són una reminiscencia a la peça de Scarlatti.
A principis del segle xix, el teòric i compositor Anton Reicha, coneixia aquesta obra i va escriure una fuga sobre el mateix tema per les seves 36 fugues de 1803.

## Interpretacions
La sonata K. 30 ha sigut una peça popular. La va interpretar Franz Liszt - que havia conegut la sonata a través del col·leccionista de manuscrits romà, Fortunato Santini - qui la va incloure en els seus programes de concerts a Berlín a principis de 1840. Ignaz Moscheles també la va interpretar; en ambdós programes, la peça apareixia sota el nom de la ''Fuga del gat''.